# 华强商业金融中心

华强商业金融中心，是中国沈阳市的一座摩天大楼，位于沈河区青年大道金廊区域，高327公尺、66层楼，于2014年动工、预计2023年完工，是沈阳第四高楼。